# Les Amours d'Astrée et de Céladon
Les Amours d'Astrée et de Céladon is een Franse dramafilm uit 2007 onder regie van Éric Rohmer. Het scenario is gebaseerd op de roman L'Astrée (1607) van de Franse auteur Honoré d'Urfé.

## Verhaal
Als de geliefde van de jonge herder Céladon vermoedt dat hij haar bedriegt met een andere vrouw, werpt hij zich uit moedeloosheid in een kolkende stroom. Hij wordt weggespoeld naar een plaats, waar nimfen hem uit het water helpen en verzorgen.

## Rolverdeling
- Andy Gillet: Céladon
- Stéphanie Crayencour: Astrée
- Cécile Cassel: Léonide
- Véronique Reymond: Galathée
- Rosette: Sylvie
- Jocelyn Quivrin: Lycidas
- Mathilde Mosnier: Phillis
- Rodolphe Pauly: Hylas
- Serge Renko: Adamas
- Arthur Dupont: Semyre
- Priscilla Galland: Amynthe
- Olivier Blond: Herder
- Alexandre Everest: Herder
- Fanny Vambacas: Herderin
- Caroline Blotière: Herderin